# 塔拉西夫卡 (巴什坦卡區)
47°27′47″N 32°31′41″E / 47.46306°N 32.52806°E
塔拉西夫卡（烏克蘭語：Тарасівка），是烏克蘭的村落，位於該國南部尼古拉耶夫州，由巴什坦卡區負責管轄，始建於1924年，面積0.63平方公里，海拔高度87米，2001年人口165，人口密度每平方公里261.9人。